# Andrea Frova
Andrea Frova (Venetië, 11 december 1936) is hoogleraar Algemene natuurkunde en docent Muzikale Akoestiek aan de Universiteit van Rome ‘La Sapienza’. Naast talrijke artikelen en technische essays heeft hij werken gepubliceerd waarin hij de fysica toegankelijk maakt voor een groot publiek. Hij levert ook regelmatig bijdragen aan diverse Italiaanse kranten, zoals de Corriere della Sera en La Stampa, en de tijdschriften Newton en Sapere.